# Parabapta clarissa
Parabapta clarissa là một loài bướm đêm trong họ Geometridae.